# مقاطعة ويليامسون (تكساس)
مقاطعة ويليامسون (بالإنجليزية: Williamson  County)‏ هي إحدى المقاطعات في ولاية تكساس، الولايات المتحدة الأمريكية.

## أعلام
- إليزابيث لايال
- برستون سميث